# بوگویسان
بوگویسان (به لاتین: Bugwisan) یک کوه در کره جنوبی است. بوگویسان ۸۰۶ متر بالاتر از سطح دریا واقع شده‌است.